# Nomada flavigenis
Nomada flavigenis là một loài Hymenoptera trong họ Apidae. Loài này được Schwarz & Standfuss mô tả khoa học năm 2007.